# Tom Beek
Tom Beek (Sittard, 1969) is een Nederlandse saxofonist. Hij speelt jazz, popmuziek, klassiek en filmmuziek.
Beek heeft gestudeerd aan het Hilversums Conservatorium. Hij speelt sinds 1994 op het North Sea Jazz Festival, en trad daar in 2006 op met een kwintet onder eigen naam  , met Martijn van Iterson op gitaar, Karel Boehlee op piano, Jeroen Vierdag op basgitaar en Marcel Serierse op drums. Hij heeft gespeeld in het septet Amina Figarova, de formatie Pitch Pine Project en bij de Jazz Invaders .
Beek is daarnaast ook actief als sessiemuzikant, onder andere voor Karin Bloemen en het duo Cleymans & Van Geel, en speelt regelmatig met Mike Boddé. 
Op televisie was hij te gast bij Podium Witteman met een compositie Le Petit Berger van Claude Debussy met Mike Boddé achter de vleugel.

## Discografie
- 2020 Black & White
- 2019 Here comes the rain
- 2018 Darling
- 2018 Forever and a day
- 2010 The Abyss
- 2012 Bliss[8][9]
- 2009 Big Time
- 2005 White & Blue

- MusicBrainz: 4ad99893-f019-4879-91e6-fba156f5cbd2